# Влади Симеонов
Влади Георгиев Симеонов е български диригент, цигулар и музикален педагог.

## Биография
Влади Симеонов е роден на 23 май 1912 г. в Разград. На петгодишна възраст започва да свири на цигулка под ръководството на баща си. Едва 9-годишен взема участие в първия концерт на Разградския симфоничен оркестър.
През 1926 г. Симеонов е класиран на първо място от Комисията за прием на цигулари в Музикалната академия. Учи в класа по цигулка на Ханс Кох и Никола Абаджиев. На 16 години, през 1928 г., е избран да участва като оркестрант в Академичния симфоничен оркестър в София, основан от проф. Саша Попов и прераснал по-късно в Софийска филхармония. Продължава обучението си в класа по цигулка на Саша Попов и класа по оркестрово дирижиране на Цанко Цанков.
След завършването на Музикалната академия през 1934 г., Влади Симеонов продължава да свири в Академичния симфоничен оркестър до 1940 г. Следват специализации по оркестрово дирижиране в Римската музикална академия „Санта Чечилия“ при Бернардино Молинари и във Виенската музикална академия при Леополд Райхвайн. Специализацията във Виена завършва с дирижиране на два концерта пред виенската публика в световноизвестната зала „Музикферайн“.
Професионалната си диригентска кариера започва като основател на Симфоничния оркестър в гр. Пловдив – 1945 г. и на Симфоничния оркестър на Българското радио – 1951 г. В периода 1954 – 1962 г. Маестрото е диригент на Софийската филхармония.
Името на българския диригент се свързва най-вече с първия и единствен по рода си детско юношески симфоничен оркестър – Филхармония „Пионер“, който той създава през 1952 г. и дирижира до последните дни на живота си. Оркестърът има концертни изяви в Русия, Белгия, Австрия, Германия, Италия, Бразилия, Франция, Швейцария, Англия, Шотландия, Мексико и САЩ. Филхармония „Пионер“ е носител на голям брой национални и международни отличия и получава световно признание. По личната покана на Генералния секретар на ООН – Курт Валдхайм, на 10 декември 1979 г. в Залата на ООН в Ню Йорк Филхармония „Пионер“ изнася тържествен концерт пред представители на над 140 страни, закривайки Първата международна година на детето. На репетицията преди концерта присъства и пожелава да дирижира състава Ленард Бърнстейн. Възхитен, той написва: „Това не е „пионерски“ оркестър, това е върхът на цивилизацията!“.
Повече от половин век Влади Симеонов влага знания, опит и творчески сили за изграждане на българското симфонично дело и българската диригентска школа.
Проф. Симеонов е основател на няколко оркестрови състава:
- Симфоничен оркестър на младите сили при БНСС (1934 г.),
- първия камерен оркестър в България, (1937 г.),
- Хор и оркестър към ансамбъла на Народната милиция (1944 г.),
- Пловдивския симфоничен оркестър (1945 г.),
- Симфоничния оркестър на Българското радио (дн. Симфоничен оркестър на БНР) (1951 г.),
- Филхармония „Пионер“ (1952 г.)

Паралелно с интензивната си звукозаписна дейност в БНР, концертната дейност със Софийската филхармония, с филхармония „Пионер“ и като гост-диригент на много европейски филхармонични оркестри, Влади Симеонов води клас по оркестрово дирижиране в Музикалната академия.
Проф. Симеонов посвещава 35 години от творческия си път на преподавателската си дейност в Музикалната академия. Свързан е с нея още от 1943 г. като лектор. През 1951 г. става доцент по оркестрово дирижиране, а от 1964 г. е професор.
Възпитаници на проф. Симеонов са известните български диригенти Александър Владигеров, Борис Хинчев, Васил Казанджиев, Емил Табаков, Емил Чакъров, Михаил Ангелов, Росица Баталова.

## Признание и награди
Дългият творчески път на концертния подиум донася на Влади Симеонов много успехи и признанието на музикалната публика, критика и общественост в България и в чужбина като гост-диригент на престижните европейски симфонични оркестри. Най-големите му успехи обаче са свързани със създадената и ръководена от него детско-юношеска филхармония „Пионер“. Оркестърът е лауреат и носител на златни медали от IV и V републикански фестивали на художествената самодейност в България, награден е с орден „Кирил и Методий“ и грамоти от Министерството на културата. Детско-юношеската филхармония е класирана като безспорен фаворит на I място на Международните фестивали на „Младежките оркестри и изпълнителското изкуство“ в Швейцария – 1970 г., Шотландия и Англия – 1974 г., Италия – 1982 г.
Филхармония „Пионер“ е носител на Извънредната награда с Почетен диплом за изключителни артистични постижения и Златен медал на конкурса на името на Херберт фон Караян през 1974 г. в Берлин. През 1981 г. оркестърът е поканен да изнесе тържествен концерт в Залата на ЮНЕСКО в Париж, с който биват открити Дните по случай 1300 години от създаването на Българската държава, а през 1984 г. открива Конгреса за естетическо възпитание на ЮНЕСКО в Рио де Жанейро.
Лондонският национален музей притежава биография на проф. Влади Симеонов и две касети с музикални записи на филхармония „Пионер“.
Обявен е за почетен гражданин на Разград.